# Грин, Майк (баскетболист, 1951)
Майкл Кеннет Грин (англ. Michael Kenneth Green; род. 6 августа 1951, Мак-Ком, Миссисипи, США) — американский баскетболист, выступавший в Американской баскетбольной ассоциации и Национальной баскетбольной ассоциации за команды «Денвер Наггетс», «Вирджиния Сквайрз», «Сиэтл Суперсоникс», «Сан-Антонио Спёрс» и «Канзас-Сити Кингз». Играл на позиции центрового.

## Биография
В 1969—1973 годах Грин выступал за баскетбольную команду Луизианского технологического университета, в 1973 году был признан баскетболистом года конференции Southland. Грин установил командные рекорды по числу набранных очков и подборов — 2340 и 1575, соответственно. В 1996 году Грин был принят в зал спортивной славы Луизианы.
На драфте НБА 1973 года Грин был выбран под четвёртым номером клубом «Сиэтл Суперсоникс». Однако профессиональную карьеру он предпочёл начать в Американской баскетбольной ассоциации. Два года Грин выступал в АБА за команду «Денвер Рокетс» (в 1974 году сменила название на «Денвер Наггетс»). В сезоне 1973/1974 он был включён в первую символическую сборную новичков АБА. В 1975 году Грин принимал участие в матче всех звёзд АБА. В 1975 году он перешёл в другой клуб АБА, «Вирджиния Сквайрз», за который выступал один год.
После слияния АБА и НБА в 1976 году Грин в качестве свободного агента подписал контракт с клубом «Сиэтл Суперсоникс». В НБА его карьера сложилась значительно хуже. 12 ноября 1977 года Грин был обменян в «Сан-Антонио Спёрс» на два выбора во втором раунде драфтов 1978 и 1979 годов. После двух неполных сезонов в Сан-Антонио 13 сентября 1979 года Грин был обменян в «Канзас-Сити Кингз». Он провёл за эту команду сезон, ставший для него последним в НБА.